# Бектурганов, Ерсултан Утегулович
Ерсултан Утегулович Бектурганов (каз. Ерсұлтан Өтеғұлұлы Бектұрғанов, род. 21 июня 1952; Тахтакупырском районе Каракалпакстана, Узбекистан) — казахстанский общественный и политический деятель, депутат Мажилиса Парламента Республики Казахстан (с 2012 года — 2021 годы).

## Биография
Родился в 1952 году в селе Тахтакупыр Республики Каракалпакстан.
Отец — Бектурганов Утегул, служил в органах партийного совета и хозяйственных структурах. Мать — Бектурганова Перуза, домохозяйка, мать-героиня.
В 1976 году окончил Джамбулский технологический институт лёгкой и пищевой промышленности по специальности «инженер-механик».
В 2004 году окончил Дипломатическую академию Евразийского национального университета по специальности Специалист в области международных отношений.

### Трудовая деятельность
Трудовую деятельность начал в 1976 году преподавателем Жамбылского технологического института легкой и пищевой промышленности.
С 1981 по 1983 годы — инженер, начальник службы Джамбулского предприятия электрических сетей.
С 1983 по 1990 годы — инструктор, председатель парткомиссии, заворготделом Капальского райкома Талдыкорганской обкома КПК.
С 1990 по 1991 годы — ответорганизатор Талдыкорганского обкома КПК.
С 1991 по 1993 годы — руководитель аппарата главы Талдыкорганской областной администрации, председатель Антимонопольного комитета по Талдыкорганской области.
С 1993 по 1995 годы — второй секретарь Министерства иностранных дел Республики Казахстан, секретарь, завотделом Посольства Республики Казахстан в ФРГ.
С 1995 по 1996 годы — помощник руководителя Администрации Президента Республики Казахстан.
С 1996 по 2004 годы — заместитель заведующего Отделом кадровой работы Администрации Президента Республики Казахстан.
С 2004 по 2008 годы — заведующий отделом кадровой политики Администрации Президента Республики Казахстан.
С 2008 по 2012 годы — заместитель Начальника Канцелярии Президента Республики Казахстан, заведующий Отделом государственной службы и кадровой политики Администрации Президента Республики Казахстан.
С 18 января 2012 по 20 января 2016 годы — депутат Мажилиса Парламента Республики Казахстан V созыва по партийному списку Народно-Демократической партии «Нур Отан», член Комитета по международным делам, обороне и безопасности Мажилиса Парламента РК.
С 24 марта 2016 года — депутат Мажилиса Парламента Республики Казахстан VІ созыва от партии «Нур Отан», Член Комитета по международным делам, обороне и безопасности Мажилиса Парламента РК.

## Награды
- Орден Парасат (2013)[3][4][5]
- Орден Курмет (2008)[6]
- Медаль «За трудовое отличие» (Казахстан) (2003)[7];
- Награждён правительственными и юбилейными государственными медалями Республики Казахстан и др.
- Почётное звание «Почётный деятель спорта Республики Казахстан».